# Heritage Lottery Fund

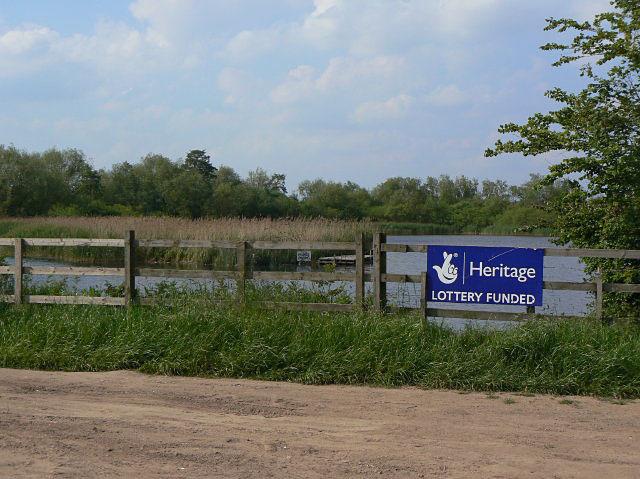
Baner projektu ufundowanego dzięki Heritage Lottery Fund

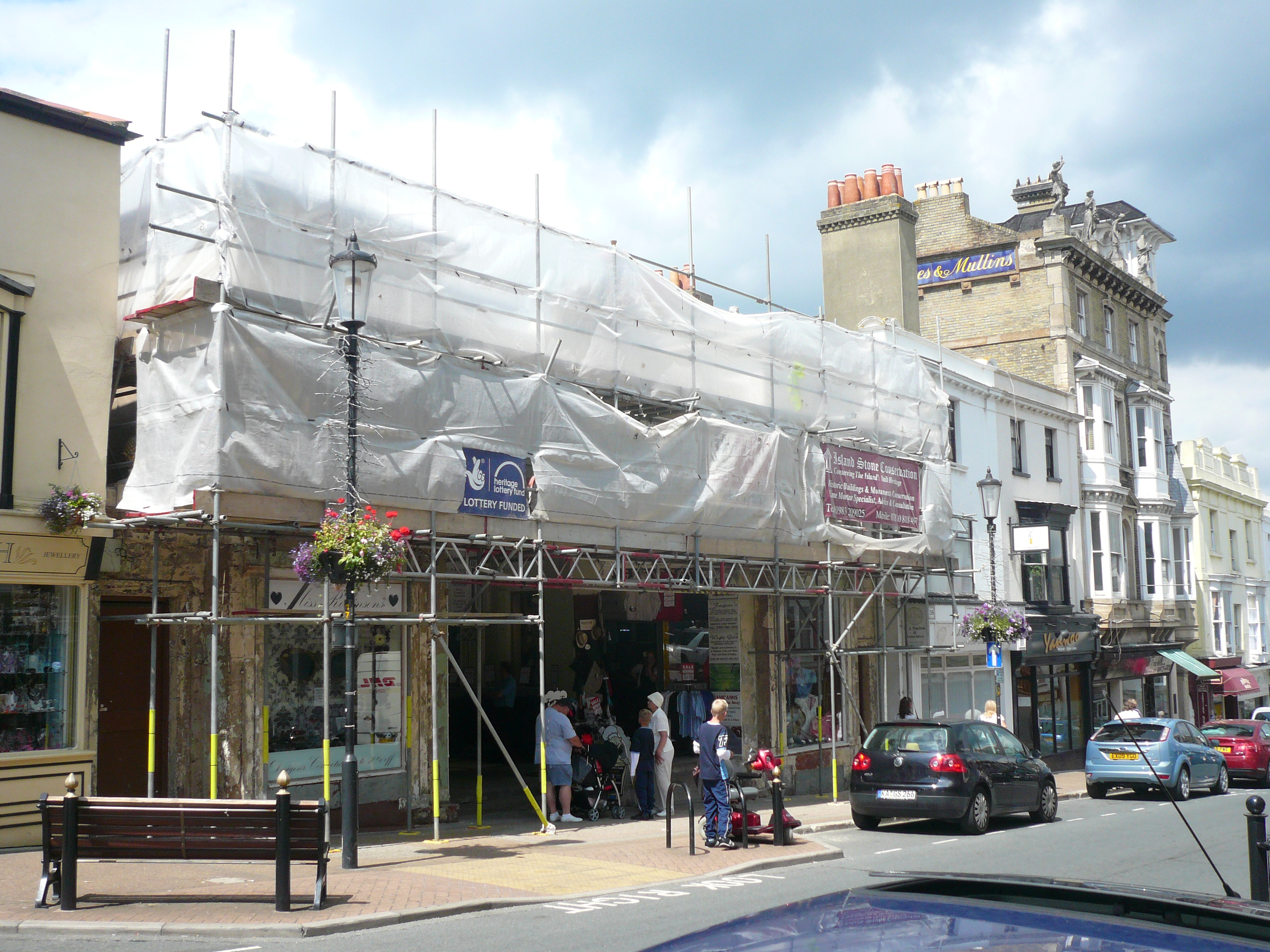
Remont Royal Victoria Arcade w Ryde na Isle of Wight ufundowany dzięki Heritage Lottery Fund

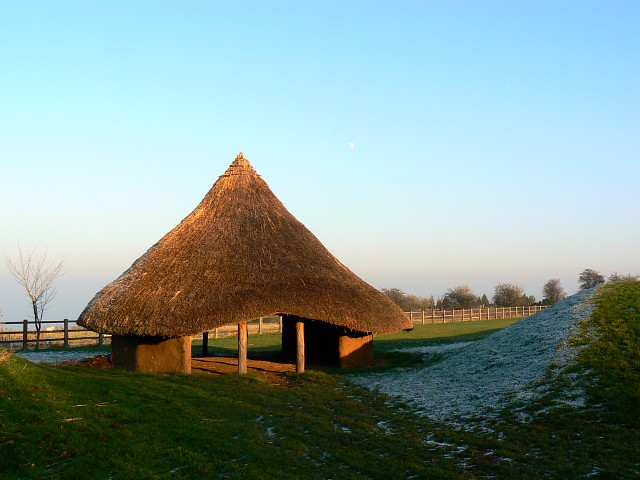
Replika domu z epoki żelaza w Barbury Castle ufundowana dzięki Heritage Lottery Fund w 2006

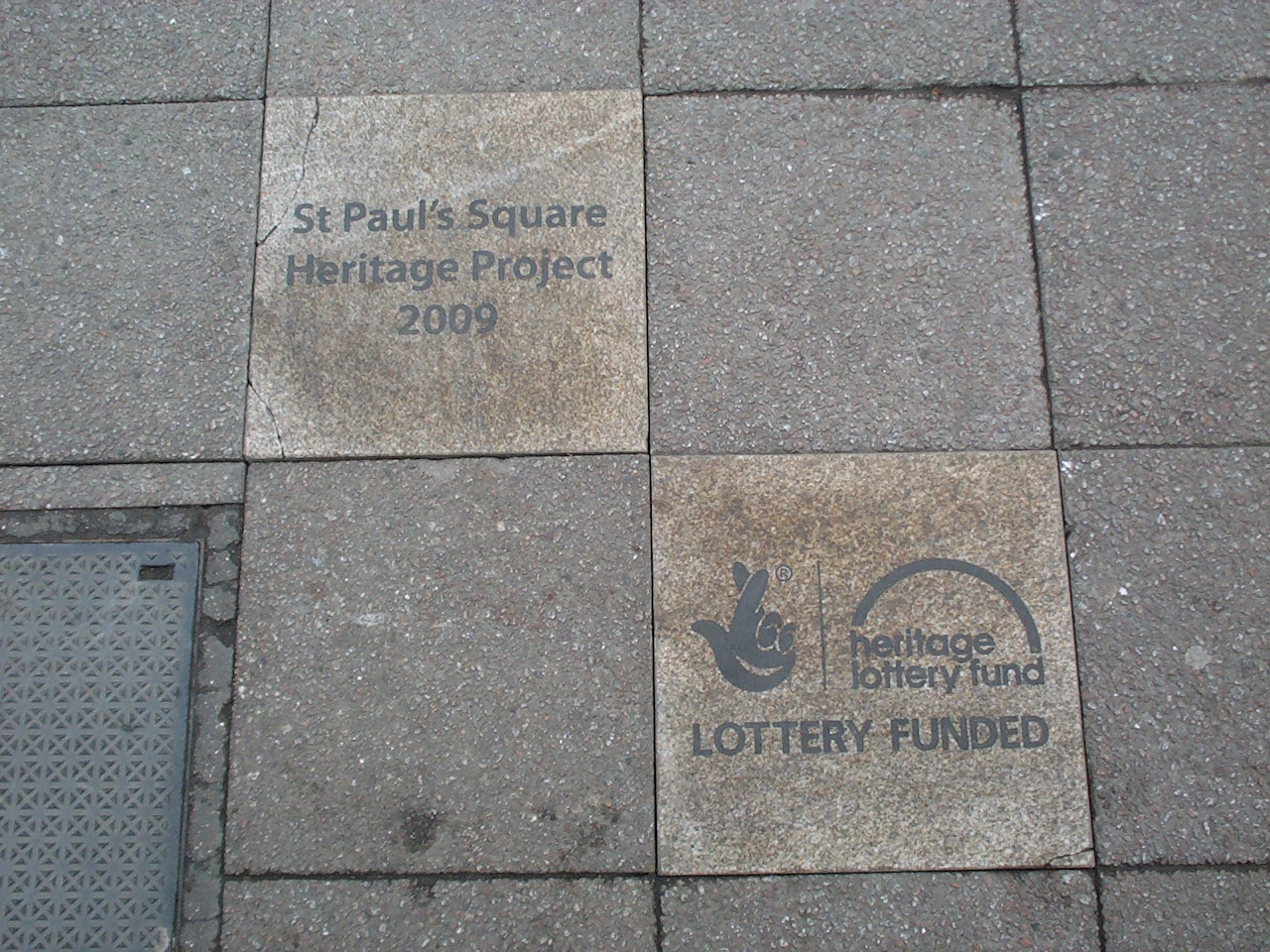
Informacja na płytach chodnikowych o ufundowaniu przez Heritage Lottery Fund remontu placu St. Paul's w Bedford

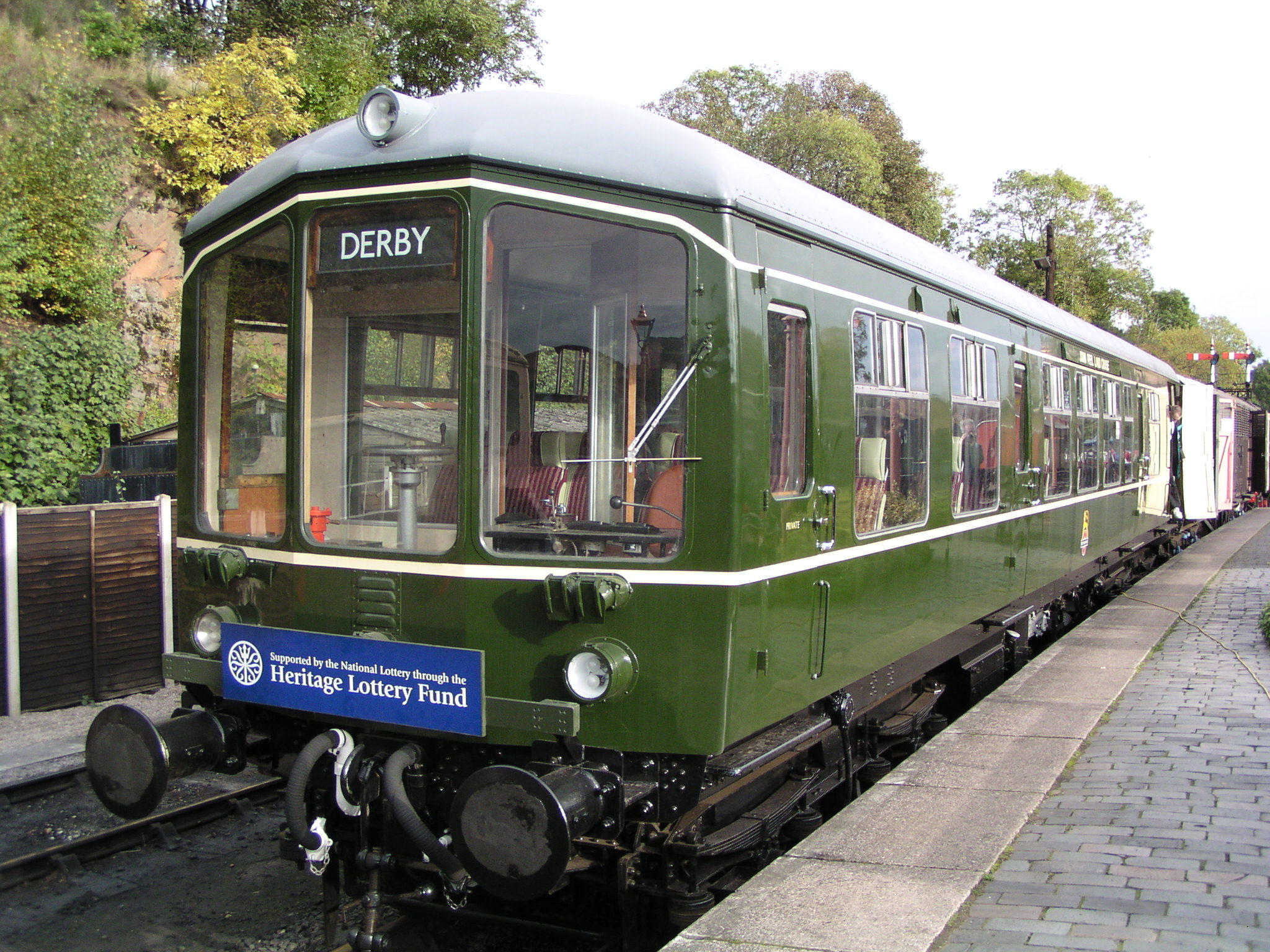
Wagon odrestaurowany dzięki Heritage Lottery Fund

The Heritage Lottery Fund (HLF) – organizacja w Wielkiej Brytanii zajmująca się fundowaniem projektów związanych z dziedzictwem kulturowym, ustanowiona przez parlament brytyjski w 1994 na bazie loterii National Lottery. 
Organizacja jest niezależna od rządu, ale działa pod kierunkiem Secretary of State for Culture, Media and Sport, a zarządzana jest przez National Heritage Memorial Fund.

## Dystrybucja środków
Organizacja przyznaje fundusze będące częścią wpływów na National Lottery for Good Causes. 28 pensów z ceny każdego losu loterii przeznaczone jest na good causes („słuszne sprawy”) a przeznaczenie funduszy jest następujące:
- organizacje charytatywne, zdrowie, edukacja, środowisko: 40%;
- sport: 20%;
- sztuka: 20%;
- dziedzictwo kulturowe: 20%.

The Heritage Lottery Fund jest jednym z 13 dystrybutorów środków finansowych – inne organizacje zajmują się sportem, sztuką i projektami społecznymi.

## Granty
Od swojego powstania w 1994 organizacja wsparła 34 tysiące projektów, przyznając dofinansowanie na łączną sumę 5,3 miliarda funtów. Rocznie organizacja przyznaje granty o łącznej wartości ok. 375 milionów funtów. Wielkość przyznawanych grantów waha się od 3000 do ponad 5 milionów funtów. 
Wśród projektów mogą się znaleźć np. zachowanie wspomnień, pamięć o społeczności, gromadzenie księgozbiorów i dokumentów, odbudowa zabytkowych budynków, opieka nad ogrodami, remont ulic i inne. Ubiegać się o dofinansowanie mogą zarówno osoby prywatne, jak i organizacje, jednak szansę na otrzymanie funduszy mają te projekty nakierowane na korzyści przede wszystkim dla społeczności, a nie jednostki. Od 2013 o dofinansowanie mogą ubiegać się także prywatni właściciele, z zastrzeżeniem koniecznych korzyści dla publiczności (np. w postaci możliwości zwiedzania budynku). Prywatni właściciele mogą otrzymać granty o wysokości do 100 tysięcy funtów. Ma również powstać system małych grantów, o wartości od 3 do 10 tysięcy funtów, przeznaczony na przywrócenie do powszechnego użytku budynków sakralnych.

## Projekty
Wśród dużych projektów ufundowanych przez organizację znalazły się m.in.:
- Remont kanału Kennet and Avon Canal w hrabstwie Somerset – 25 milionów funtów[7]
- Utworzenie National Waterfront Museum w Swansea – 11 mln funtów[8]
- Zakup obrazu Rafaela Madonna of the Pinks (dla National Gallery w Londynie) – 11,5 mln funtów[9]
- Kelvingrove Gallery w Glasgow – 13 mln funtów[10]
- Heaton Park w Manchesterze – 8,5 mln funtów[11]